# 第1独立親衛自動車化狙撃旅団 (ロシア陸軍)
第1独立親衛自動車化狙撃旅団（だい1どくりつしんえいじどうしゃかそげきりょだん、ロシア語: 1-я отдельная гвардейская мотострелковая бригада）は、ロシア陸軍の旅団。第51親衛諸兵科連合軍隷下。
損害度外視の攻撃を特徴とし、死傷・行方不明団員の多さから「バミューダトライアングル」の異名をとる。

## 概要

### ドンバス戦争

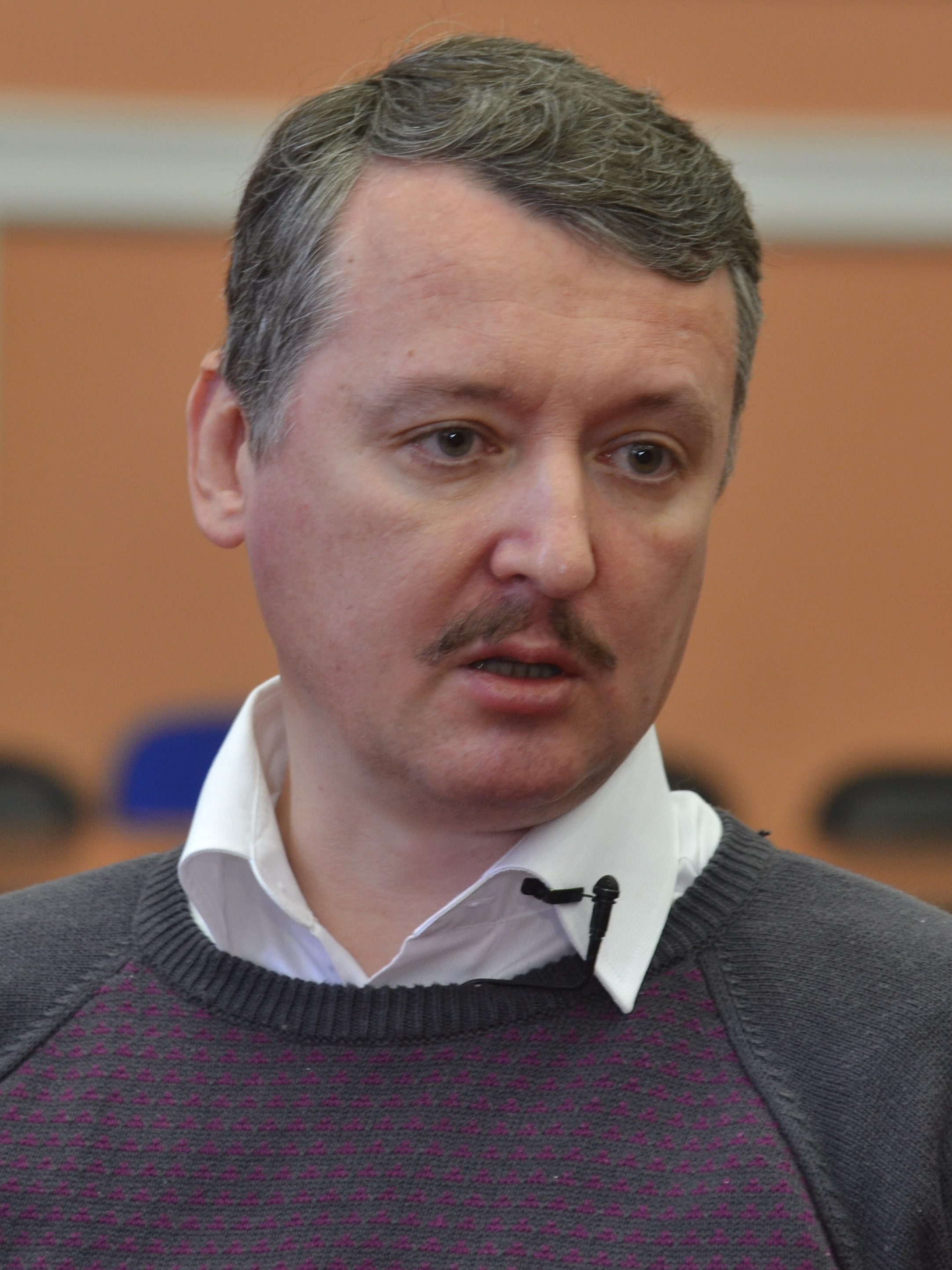
イーゴリ・ギルキン旅団長

2014年11月、イーゴリ・ギルキンによりドンバスの親ロシア派分離主義勢力を基幹に占領下のウクライナ・ドネツィク州（自称ドネツク人民共和国）で創設された。

### ロシアのウクライナ侵攻

#### 東部・アウディーイウカ戦線
ドンバス戦争で東部ドネツィク州ポクロウシク地区に配備されていたため、2022年2月24日のロシアのウクライナ侵攻はそのまま開戦し、アウディーイウカ方面で攻勢を開始したが、ウクライナ軍陣地が要塞化されており、侵攻翌日には1個大隊が全滅して撃退された。動員兵を突撃させていた模様で生存者は突撃部隊への参加を拒否すれば銃で撃つと脅されていた。
2022年12月、ロシアのドネツク人民共和国併合で正式にロシア陸軍に編入した。
2023年2月、ロシアの動員兵で新編された第1439自動車化狙撃連隊が配属されたが、訓練せずに突撃させていたため、団員のほとんどが戦死して全滅した。
2023年6月に援軍の第3軍団隷下の第6自動車化狙撃師団、10月に増援の第2親衛諸兵科連合軍、第8親衛諸兵科連合軍、第41諸兵科連合軍と共に兵力4万で攻勢を開始し、2024年2月に長期戦の末にアウディーイウカを占領した。団員が4～5割程度まで減少する損害を受けたと推定された

#### 東部・バフムート戦線
2024年8月、激戦地の東部ドネツィク州バフムート地区に再配置され、友軍の救援でバフムート南のトレツク方面に展開した。

## 編制
- 旅団司令部（コムソモリスコエ）
- 第1自動車化狙撃大隊
- 第2自動車化狙撃大隊
- 第3自動車化狙撃大隊
- 戦車大隊
- 旅団砲兵群
  - 本部中隊
  - 第1自走砲大隊
  - 第2自走砲大隊
  - ロケット砲大隊
  - 対戦車砲大隊
- 高射ミサイル大隊

- 偵察大隊
- 工兵大隊
- 通信大隊
- 兵站大隊
- 狙撃中隊
- 整備中隊
- 電子戦中隊
- NBC防護中隊
- 衛生中隊
- 無人機中隊

## 出身者
- イーゴリ・ギルキン